# Трибунал Рассела
Трибунал Рассела з розслідування військових злочинів, скоєних у В'єтнамі (також відомий як Трибунал Рассела, Трибунал Рассела-Сартра, англ. Russell Tribunal) — неофіційний приватний трибунал, організований англійським філософом і громадським діячем Бертраном Расселом, спільно з французьким філософом Жаном-Полем Сартом. Основною метою трибуналу було розслідування військових злочинів, скоєних у період початку громадянської війни у В'єтнамі в 1954 року. Учасниками трибуналу стали не лише професійні юристи, а й письменники, філософи, поети та вчені. Хоча трибуналом були проведені дві сесії, він не мав жодних повноважень, а його рішення не мали юридичної сили. У зарубіжній літературі Суд Рассела характеризується як «суд кенгуру».

## Склад трибуналу
- Бертран Рассел (Почесний Президент);
- Жан-Поль Сартр (Президент);
- Владимир Дедієр (Голова та провідний сесії Трибуналу, доктор права, історик)
- Вольфганг Абендрот (доктор права, професор політичних наук, Марбурзький університет);
- Ґюнтер Андерс (письменник та філософ);
- Мехмет Алі Айбар (міжнародний адвокат, член Турецького парламенту, президент робочої партії Туреччини);
- Джеймс Болдвін (афроамериканський письменник та есеїст);
- Леліо Бассо (міжнародний адвокат, депутат італійського парламенту та член комісії із закордонних справ, професор Римського університету);
- Симона де Бовуар (письменник та філософ);
- Ласаро Карденас (колишній президент Мексики);
- Стоклі Кармайкл (голова студентського координаційного комітету з ненасильства);
- Лоуренс Дейлі (генеральний секретар національної спілки шахтарів);
- Дейв Деллінджер (американський пацифіст, редактор «Ліберасьйон»);
- Ісаак Дойчер (історик);
- Хайка Гроссман (юрист);
- Гізель Халімі (адвокат, автор робіт про війну в Алжирі);
- Амадо Ернандес (поет, президент національної організації письменників, голова Демократичної партії праці Філіппін);
- Мельба Ернандес (голова кубинського комітету солідарності з В'єтнамом);
- Махмуд Алі Касурі (адвокат у Вищому суді Пакистану);
- Сара Лідман (письменник);
- Кінью Морікава (посол, віце-президент Союзу за громадянські свободи, Японія);
- Карл Оглесбі (колишній президент спілки студентів за демократичне суспільство, драматург, публіцист);
- Сеїті Саката (професор фізики);
- Лаурі Шварц (професор математики, Паризький університет);
- Петер Вайс (драматург)

## Передумови та історія створення
Масштабне втручання США у громадянську війну у В'єтнамі, після чого остання набула міжнародного характеру, викликало суспільний резонанс у всьому світі. Багато людей (серед яких були всесвітньо відомі філософи, вчені та політики, а також молодь руху хіпі) висловили відкритий протест проти цієї війни. У США та Європі зростали пацифістські та антимілітарні настрої.
В 1966 відомий британський філософ і пацифіст Бертран Рассел опублікував свою книгу «Військові злочини у В'єтнамі», в якій він виступив з різкою критикою дій США у В'єтнамі, розцінивши їх як здійснення геноциду по відношенню до населення В'єтнаму. У ній він також зазначав, що американська участь у війні спочатку заперечувалася зовсім, потім вона була визнана, проте називалася «консультаційною діяльністю»; застосування американцями у В'єтнамі хімічної зброї також тривалий час ховалося, а згодом було заявлено, що «хімічні препарати використовувалися всупереч порадам та побажанням США». На думку Рассела, події у В'єтнамі показували, як брехні могла дійти пропаганда демократичного Заходу, покриваючи найстрашніші злочини свого часу. Ще до виходу книги, в 1964 році, у своїй статті для газети New York Times, яка так і не була опублікована, Рассел писав, що війну у В'єтнамі «не можна розглядати інакше, як варварство, що нагадує по прийомах ведення війни методи, продемонстровані німцями у Східній Європі та японцями у Південно-Східній Азії».
Після опублікування «Військових злочинів у В'єтнамі», в 1966 Бертран Рассел виступив з ініціативою проведення Трибуналу з розслідування військових злочинів у В'єтнамі. Він був переконаний, що «злочин мовчання» необхідно запобігти, а світова спільнота має (на основі достовірної інформації) зробити свої, незалежні від політичної кон'юнктури висновки: Ми не судді. Ми свідки. Наше завдання — зробити людство свідком жахливих військових злочинів і об'єднати людство на стороні справедливості у війні у В'єтнамі.
Ініціатива Рассела була підтримана багатьма мислителями, науковцями, громадськими та політичними діячами. Сам Рассел доводив створення суду словами головного обвинувача від США при Нюрнберзькому процесі, Роберта Джексона: Якщо певні дії та порушення договорів є злочинними, то вони є злочином, незалежно від того, хто їх вчиняє, чи то Сполучені Штати, чи Німеччина. Покладаючи на когось відповідальність за злочинні дії, ми самі повинні бути готовими відповідати.
Склад трибуналу формувався із представників 18 країн і складався з 25 відомих особистостей, переважно членів пацифістських організацій лівого спрямування. Чимало їх ми були лауреатами Нобелівської премії. Однак серед них не було жодного прямого представника безпосередніх учасників конфлікту — Північного В'єтнаму, Південного В'єтнаму та США. Фінансування трибуналу здійснювалося з багатьох джерел, зокрема від уряду Північного В'єтнаму (після запиту Рассела, адресованого Хо Ши Міну).
Установчі збори Трибуналу відбулися 15 листопада 1966 року у Лондоні. На першому засіданні Рассел запропонував призначити кілька комісій, які розслідуватимуть окремі сторони питання. При цьому Рассел підкреслював, що за все своє довге життя не пам'ятає такого кривавого божевілля, яке зараз має місце у В'єтнамі. Засідання пройшло успішно, і вирішили провести наступне на початку 1967 року, коли буде готова доповідь комісії, спрямованої Трибуналом до Індокитаю.

## Цілі Трибуналу
Свої цілі Суд сформулював на Установчій сесії у Лондоні, 15 листопада 1966 року:
1. Чи вчинив Американський уряд (а також уряди Австралії, Нової Зеландії та Південної Кореї) акти агресії відповідно до міжнародного права?
2. Чи застосовувала, чи американська армія випробовувала нові озброєння чи зброю, заборонену законами війни?
3. Чи мали місце бомбардування суто цивільних об'єктів, як госпіталів, шкіл, санаторіїв, дамб і т. д. і в яких масштабах це відбувалося?
4. Чи піддавалися в'єтнамські ув'язнені негуманному поводженню, забороненому законами війни і, особливо, чи піддавалися вони катуванням і каліцтвам? Чи мали місце незаконні репресії проти цивільного населення, і особливо страти та взяття заручників?
5. Чи створювалися примусові трудові табори, чи здійснювалися депортації населення, чи відбувалися якісь інші акти геноциду?

## Перша сесія Трибуналу
Перша сесія Трибуналу відбулася 2-10 травня 1967 року у Стокгольмі.
На порядку денному Сесії стояли два питання:
1. Чи здійснив уряд Сполучених Штатів (а також уряди Австралії, Нової Зеландії та Південної Кореї) акти агресії відповідно до міжнародного права?
2. Чи проводилися бомбардування суто цивільних цілей, як госпіталів, шкіл, санаторіїв, дамб і т. д. і в якій мірі це мало місце?

Щодо першого питання Суд прийшов до висновку, що мирного розвитку події не сталося через дії та подальшу інтервенцію США, правові підстави якої не витримують жодної критики.
Стосовно другого питання, Трибунал також одноголосно визнав провину США за використання зброї, забороненої Гаазькими конвенціями, бомбардування цивільних об'єктів та знищення мирного населення.

### Вердикт Трибуналу:
1. Відповідь на запитання — Трибунал проголосував «так» — одноголосно.
2. Відповідь на запитання — Трибунал проголосував «так» — одноголосно.

Одностайно було прийнято висновок про те, що уряди Австралії, Нової Зеландії та Південної Кореї є учасниками агресії та порушень міжнародних норм.

## Друга сесія Трибуналу
Друга сесія Трибуналу Рассела відбулася 20 листопада — 1 грудня 1967 року в Роскіллі, Данія. На сесії були прийняті рішення з питань, що залишилися.
Результатом Другої сесії Трибуналу став винесений Вердикт:
1. На запитання «Чи винний уряд Таїланду у співучасті в агресії, вчиненій Сполученими Штатами Америки проти В'єтнаму?»
2. На запитання «Чи винний уряд Філіппін у співучасті в агресії, вчиненій Сполученими Штатами Америки проти В'єтнаму?»
3. На запитання «Чи винний уряд Японії у співучасті в агресії, вчиненій Сполученими Штатами Америки проти В'єтнаму?»
4. На запитання: «Чи зробили Сполучені Штати агресію щодо Лаосу, відповідно до визначення, що надається міжнародним правом?»
5. Чи використовували Сполучені Штати зброю, заборонену законами війни?
6. Чи зазнавали військовополонені, захоплені армією Сполучених Штатів, звернення, забороненого законами війни?
7. Чи громадянське населення зазнавало негуманного звернення, забороненого міжнародним правом, з боку збройних сил Сполучених Штатів Америки?
8. Чи винні Сполучені Штати Америки у геноциді населення В'єтнаму?

### Вердикт Трибуналу:
1. Відповідь на запитання — Трибунал проголосував «так» — одноголосно.
2. Відповідь на запитання — Трибунал проголосував «так» — одноголосно.
3. Відповідь на запитання — Трибунал проголосував «так» — 8 голоси; 3 члени Трибуналу висловили особливу думку: вони згодні, що японський уряд надавав допомогу уряду Сполучених Штатів, проте не згодні визнати співучасть Японії у скоєнні злочину агресії.
4. Відповідь на запитання — Трибунал проголосував «так» — одноголосно.
5. Відповідь на запитання — Трибунал проголосував «так» — одноголосно.
6. Відповідь на запитання — Трибунал проголосував «так» — одноголосно.
7. Відповідь на запитання — Трибунал проголосував «так» — одноголосно.
8. Відповідь на запитання — Трибунал проголосував «так» — одноголосно.